# 黄腹杆蛇
黄腹杆蛇（学名：Smithophis bicolor）为游蛇科杆蛇属的爬行动物。分布于印度、缅甸以及中国大陆的云南等地。该物种的模式产地在印度阿萨姆。
其种加词 bicolor 意为“二色的”。

## 保护
本种于2023年被收录入《有重要生态、科学、社会价值的陆生野生动物名录》。